# گنجه‌ای سه‌ریز
گنجه‌ای بزرگ (با تلفظ محلی: گنجه‌ ای)، روستایی در دهستان سررود شمالی، بخش مرکزی شهرستان بویراحمد، استان کهگیلویه و بویراحمد، ایران است. این روستا در دامنه‌های رشته‌کوه دنا و در فاصلهٔ حدود ۱۰ کیلومتری از شهر یاسوج قرار دارد.

## مردم
ساکنان این روستا از قوم لر و از طایفهٔ مستقل گنجه‌ای هستند. مردم گنجه‌ای بزرگ به زبان لری بویراحمدی با لهجهٔ گنجه‌ای سخن می‌گویند.

## طایفه
گنجه‌ای یکی از طایفه‌های مستقل ایل بویراحمد به‌شمار می‌رود که پیشینهٔ سکونت آن‌ها در منطقه به دوره‌های قدیم بازمی‌گردد.

## جغرافیا و اقلیم
این روستا در ارتفاع حدود ۱۹۸۰ متر از سطح دریا قرار دارد و دارای آب‌و‌هوای کوهستانی و سردسیر است. تابستان‌ها معتدل و زمستان‌ها پربرف هستند. پوشش گیاهی منطقه شامل گونه‌هایی همچون بلوط، چنار، زالزالک و بنه است. منابع آبی روستا از چشمه‌ها و رودخانه‌هایی تأمین می‌شود که از دامنه‌های کوه دنا سرچشمه می‌گیرند.

## جمعیت
طبق نتایج سرشماری عمومی نفوس و مسکن ۱۴۰۰، جمعیت این روستا برابر با ۱٬۸۱۹ نفر بوده‌است.

## جاذبه‌های طبیعی
تنگ گنجه‌ای از جاذبه‌های مهم طبیعی استان است که در مسیر یاسوج به سی‌سخت قرار دارد. این تنگه به دلیل پوشش گیاهی متراکم، چشمه‌ها، رودخانهٔ جاری و مناظر کوهستانی، مقصدی محبوب برای گردشگران و طبیعت‌دوستان است.